# Selago minutissima
Selago minutissima là một loài thực vật có hoa trong họ Huyền sâm. Loài này được Choisy miêu tả khoa học đầu tiên.